# مازراتی ۲۶ام
مازراتی ۲۶ام (Maserati 26M) خودرویی است که در سال‌های ۱۹۳۰ تا ١٩٣٢تولید شده‌است.
این خودرو در کلاس اتومبیلرانی قرار گرفته، طراحی آن خودروهای موتور جلو-محور عقب بوده ‌است. سیستم جعبه‌دندهٔ آن به صورت دستی است.